# Descent 3
Descent 3 (stylisé Descent³) est un jeu vidéo de tir à la première personne développé par Outrage Entertainment et édité par Interplay Productions, sorti en 1999 sur Windows, Mac OS et Linux.

## Accueil
- Jeuxvideo.com : 17/20[1]

## Extension
Descent 3: Mercenary est l'extension du jeu sortie en 1999.